# Ichneumon discretus
Ichneumon discretus là một loài tò vò trong họ Ichneumonidae.